# Bourguignon-sous-Montbavin
Bourguignon-sous-Montbavin è un comune francese di 126 abitanti situato nel dipartimento dell'Aisne della regione dell'Alta Francia.

## Società

### Evoluzione demografica
Abitanti censiti